# El Grauet (Fonollosa)
El Grauet és una masia de Fonollosa (Bages) inclosa a l'Inventari del Patrimoni Arquitectònic de Catalunya.

## Descripció
El grauet és una masia de planta rectangular, amb el carener paral·lel a la façana principal, orientada a migdia. La masia esta completada per un cos perpendicular on s'obra una galeria de tres arcs de mig punt, també rectangular.
Les finestres i balcons es distribueixen simètricament a les façanes.

## Història
Masia vinculada a la historia del santuari de la Mare de Déu del Grau, centre d'una gran devoció des del segle xii i especialment a partir del segle XVI-XVII.